# Historia Roja

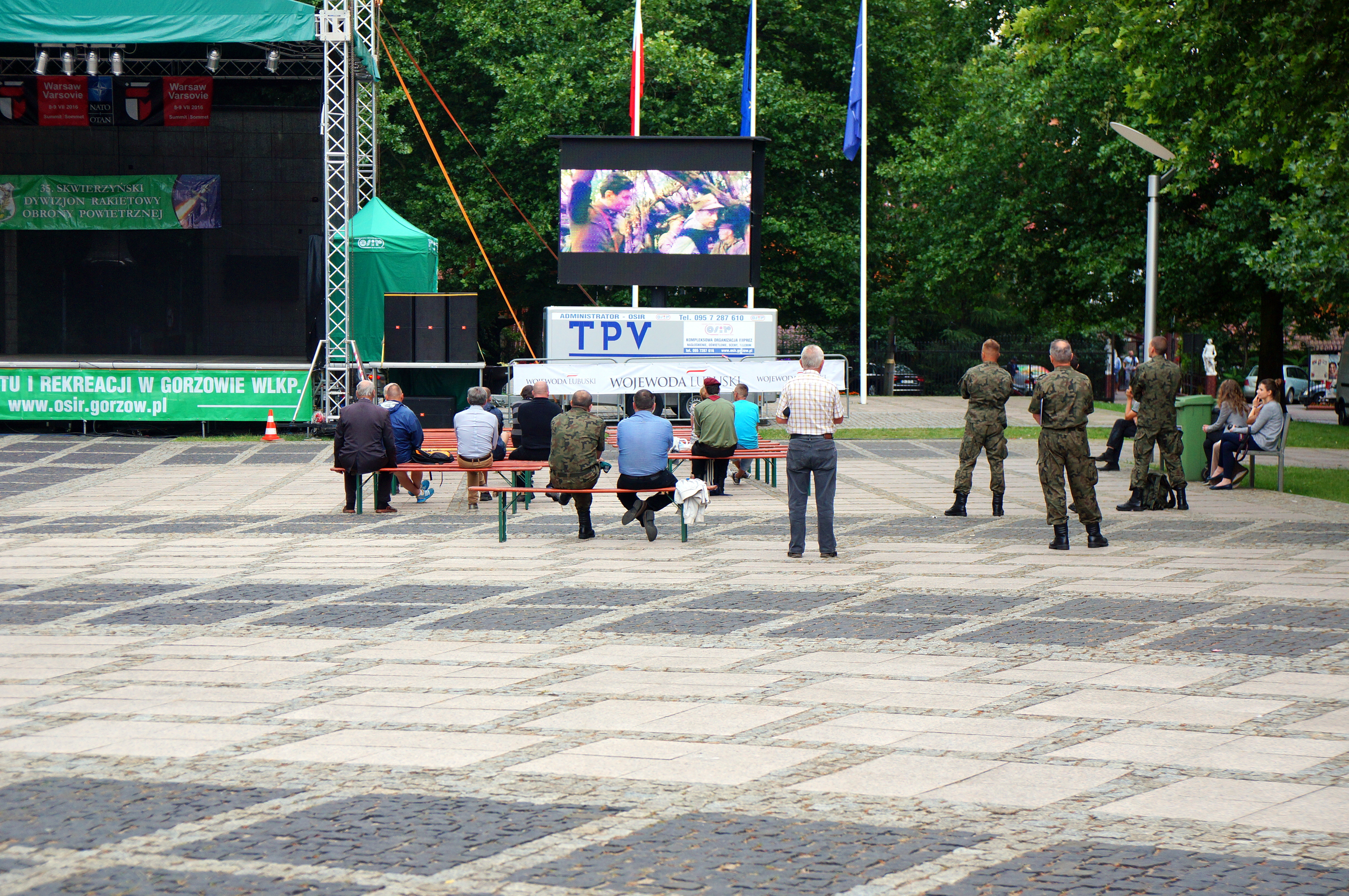
Plenerowa projekcja filmu w Gorzowie Wlkp. (2016)

Historia Roja (tytuł roboczy: Historia Roja, czyli w ziemi lepiej słychać) – polski dramat wojenny z 2016 roku w reżyserii Jerzego Zalewskiego. Opowiada historię Mieczysława Dziemieszkiewicza, ps. „Rój”, żołnierza Narodowych Sił Zbrojnych.
Okres zdjęciowy trwał od grudnia 2009 do września 2010 roku. 1 marca 2011 roku miała miejsce prapremiera kopii roboczej filmu. Film przeszedł pozytywnie kolaudację, jednak ze względu na zmiany personalne w zarządzie Telewizji Polskiej, współproducenta filmu, nie uzyskał funduszy na dokończenie produkcji. Po wycofaniu się TVP z finansowania filmu dotychczasowi sponsorzy postanowili zawiesić wszelkie wpłaty na rzecz filmu, jak również zażądali zwrotu części pieniędzy włożonych w jego realizację. W marcu 2012 roku ruszyła społeczna akcja, której celem było zebranie środków na dokończenie montażu i postprodukcji filmu. Bez przeprowadzenia tych faz film nie spełniałby wymogów technicznych potrzebnych do przedstawienia go szerszej widowni.
W akcji tej uzbierano ok. 400 tys. zł, w dwóch etapach. Za zebrane środki spłacono część długów, wykonano tzw. postsynchronizację oraz dodano nową muzykę. Montaż filmu został wykonany nieodpłatnie przez Wandę Zeman.
Premiera filmu ostatecznie odbyła się 4 marca 2016, a dystrybutorem filmu jest Kino Świat.
Powstał również 5-odcinkowy serial, będący rozszerzeniem wątków z kinowego filmu. Premiera serialu odbyła się na kanale TVP1. Emisja trwała od 1 marca do 5 kwietnia 2017 roku.

## Obsada
- Krzysztof Zalewski – Mieczysław Dziemieszkiewicz „Rój”
- Wojciech Żołądkowicz – Bronisław Gniazdowski „Mazur”
- Marcin Kwaśny – Roman Dziemieszkiewicz „Pogoda”
- Mateusz Łasowski – Bolesław Szyszko „Klon”
- Konrad Marszałek – Witold Borucki „Dąb”
- Sebastian Cybulski – Czesław Czaplicki „Ryś”
- Bartłomiej Kotschedoff – Tadeusz Skoczylas „Kot”
- Paweł Tomaszewski – „Góral”
- Krzysztof Piątkowski – Władysław Grudziński „Pilot”
- Aleksander Zalewski – Henryk Pszczółkowski „Myśliwiec”
- Jan Urbański – Stanisław Świercz „Grom”
- Piotr Domalewski – Ildefons Żbikowski „Tygrys”
- Bartłomiej Magdziarz – Stanisław Tadżak „Wilk”
- Szymon Sikora – „Żbik”
- Sebastian Ryś – Bolesław Częścik „Orlik”
- Mariusz Bonaszewski – Zbigniew Kulesza „Młot”
- Antoni Ostrouch – „Burza”
- Jerzy Światłoń – Józef Kozłowski „Las”
- Robert Moskwa – Stanisław Borodzicz „Wara”
- Karolina Kominek – Marta Burkacka
- Katarzyna Bargiełowska – matka Marty
- Andrzej Mastalerz – ojciec Marty
- Marcin Troński – Władysław Nasierowski (sekretarz Komitetu Gminnego PPR w Sońsku)
- Sławomir Orzechowski – Jerzy Osowiecki
- Piotr Bajor – „Ostoja”
- Piotr Nowak – Wyszomirski
- Dariusz Jakubowski – ksiądz
- Jacek Kawalec – funkcjonariusz MBP
- Tomasz Dedek – funkcjonariusz MBP Jan Wodzyński
- Sławomir Holland – oficer śledczy
- Marta Ścisłowicz – „Sarna”
- Klaudia Halejcio – panna młoda
- Magdalena Kuta – matka Roja
- Dominika Ostałowska – hrabina Gąsowska